# Xiphozele burmensis
Xiphozele burmensis är en stekelart som beskrevs av Sharma 1975. Xiphozele burmensis ingår i släktet Xiphozele och familjen bracksteklar. Inga underarter finns listade i Catalogue of Life.